# Renzo Franzo
Renzo Franzo (Palestro, 16 dicembre 1914 – Pietra Ligure, 3 marzo 2018) è stato un politico italiano.

## Biografia
Nato a Palestro, frequentò il liceo per poi laurearsi in lingue e letterature straniere presso Università Cattolica del Sacro Cuore. Negli anni 30 venne selezionato da Padre Agostino Gemelli per svolgere un anno a Oxford. Fu chiamato in servizio di leva presso in una brigata di bersaglieri. Nel ‘43 venne rilasciato a seguito di uno scambio di prigionieri. Fa perdere le sue tracce e torna a Palestro e si unisce al Comitato di Liberazione Nazionale, dove diventò un importante esponente per le operazioni tra Piemonte e Lombardia.
Candidato alle elezioni per l’Assemblea Costituente, risulta il primo dei non eletti della circoscrizione di Torino. Viene eletto nel 1948 con la Democrazia Cristiana. Rimarrà in parlamento fino alla V legislatura. È stato Segretario di Presidenza della Camera dei Deputati per due legislature.
Era segretario di presidenza di turno nello scrutinio che designó Presidente della Repubblica Giuseppe Saragat.
Fin dalla costituzione, entra a far parte della Coldiretti, per anni sarà presidente del distretto Vercelli-Biella fino a raggiungere la carica di presidente onorario. In parallelo diventa presidente dell'Ente Nazionale Risi.
Ebbe un ruolo significativo nel dibattito per la scrittura della Riforma agraria, in particolare nel sottolineare le condizioni di miseria dei mezzadri e del divario con i latifondisti. Spinse nei confronti di una ridistribuzione dei terreni per favorire il benessere nelle campagne. Nota è la divergenza di vedute con Don Luigi Sturzo che li vide dibattere a lungo. Don Sturzo era a favore del modello americano dei latifondi(vista la sua permanenza a negli USA).
Compie numerosi viaggi in giro per il mondo in rappresentanza dell'Italia anche insieme ai presidenti della repubblica per rappresentare il  settore agroalimentare, in particolare risicolo.
Forti rimasero i legami con il mondo britannico, tanto da essere uno dei maggiori esponenti nel mondo italiano a favore dell’ingresso della UK nella Comunità Economica Europea. L’Italia divenne grande promotrice di questa adesione, in opposizione al vero Francese che non voleva il Regno Unito della CEE. In questo ambito, Franzo fu Presidente dell’Istituto Italo-Britannico per un mercato europeo. Noto è il convento del 1967 svoltosi a Roma, di cui è tenuta traccia anche dall’Archivio Luce.
Continua la sua campagna politica di sensibilizzazione anche ad età avanzata, interessandosi sempre del mondo politico e risicolo.
Ebbero ruolo significativo per la sua persona le amicizie con il cardinale Angelo Sodano e con il Presidente della Repubblica Oscar Luigi Scalfaro. Lavorò anche con Bernardo Mattarella, compagno di partito che fu anche ministro dell’agricoltura e padre dei più noti Sergio e Piersanti Mattarella.
Fu nominato dal Presidente della Repubblica Cavaliere di Gran Croce all'Ordine al merito della Repubblica italiana.
Risiedette per tanti anni a Vercelli.
Morì a 103 anni all'ospedale Santa Corona di Pietra Ligure il 3 marzo 2018, dove era ricoverato da qualche giorno.